# Мілослав Мечирж
Мілослав Мечирж — професійний словацький тенісист, олімпійський чемпіон, фіналіст турнірів Великого шолома.  
1988 року Мечирж здобув золоту медаль на Олімпійських іграх в одиночному розряді де представляв Чехословаччину, а також двічі грав у фіналі турніру «Гранд Слем». 1987 року виграв у фіналі Великого тенісного турніру.
Його син, Мілослав молодший, за прикладом батька також став професіональним тенісистом.

## Спортивна кар’єра
Мечирж народився 19 травня 1964 року в місті Бойніце, Чехословаччина (наразі це територія Словаччини).
1984 року він двічі проходив до фіналу щорічного світового чоловічого тенісного турніру ATP та розпочав 1985 рік з перемоги над Джиммі Коннорсом в півфіналі, що проводився у Філадельфії, перед своєю поразкою від тогочасної першої ракетки світу серед чоловіків Джона Макінроя у фіналі. Цього ж року здобув першу перемогу в чемпіонаті ATP в Роттердамі та увійшов до десятки найкращих тенісистів світу.
Мілослав покращив свої позиції 1986 року, обігравши Стефана Едберга в прямих сетах на Вімблондоні та програв чемпіону Борису Беккеру в чвертьфіналі. Вперше потрапив до турніру «Гранд Слем» на відкритому тенісному чемпіонаті США (US Open), де на шляху до фіналу обіграв Мета Віландера та Бориса Беккера та зустрівся з чемпіоном та першою ракеткою світу того року, чехом Іваном Лендлом. Для відкритого чемпіонату з тенісу того року стало знаковим те, що в одиночних розрядах як серед чоловіків (Мілослав Мечирж – Іван Лендл), так і серед жінок (Гелена Сукова – Мартіна Навратілова) до фіналу потрапили представники Чехословаччини. В цьому поєдинку Мілослав програв Лендлу з рахунком 6–4, 6–2, 6–0. Також це став його останній матч, де він грав дерев’яною ракеткою.
1987 року Мечирж покращив свій результат, вигравши шість одиночних та шість парних розрядів, а також виграв на міжнародному тенісному турнірі в Далласі, де в чотирьох сетах обіграв Джона Макінроя. Також він знову зустрівся у вищій лізі з Іваном Ленделом, попередньо вигравши фінал міжнародного чемпіонату «Lipton» у Флориді, в той час, як Лендел виграв у фіналі відкритого чемпіонату Німеччини, що проводився в Гамбурзі та півфіналах Відкритого чемпіонату Франції.
До цього часу Мілослав Мечирж мав вже власний стиль гри та ввійшов до числа найсильніших тенісистів. Зокрема шведські гравці, кажуть, відмовлялися грати з ним повторно.
Мечирж досяг вершини Вімблондону 1988 року, але не виграв чемпіонат. Він переміг Мета Віландера, переможця австралійського, французького та американського відкритих чемпіонатів того року, з рахунком 6–3, 6–1, 6–3, а також лідирував у двох сетах півфіналу в грі з Стефаном Едбергом, але в результаті все ж програв йому.
Зірковим часом в кар’єрі Мілослава стали Олімпійські ігри в Сеулі 1988 року, де він представляв Чехословаччину. В одиночному розряді серед чоловіків він отримав реванш над своїм вімблондонським суперником Едбергом, вигравши три з п’яти сетів з рахунком 3–6, 6–0, 1–6, 6–4, 6–2. В зустрічі з представником США Тімом Майотте в цій же кваліфікації він отримав перемогу з рахунком 3–6, 6–2, 6–4, 6–2 та здобув олімпійське золото. Також він в парному розряді разом з колегою Міланом Шрейбером завоював бронзу. 
1989 року Мілослав Мечирж потрапив до другого в своєму житті фіналу «Гренд слему», що проходив в австралійському Мельбурні. Тут він знову зустрівся з Іваном Ленделом, та програв з рахунком 6–2, 6–2, 6–2. Це була тактична перемога чеха, оскільки, як потім пояснював гравець та його тренер Тоні Роч для виграшу у Мілослава вони продумали тактику глибокої подачі вздовж центральної лінії, що є незручним для опонента.
Мечирж був членом чехословацької команди 1987 року, коли вона виграла кубок світу та висувався на кубок Гопмана 1989 року. Також він був капітаном словацької команди на Кубку Девіса. 
За свою кар'єру Мечирж виграв 11 одиночних титулів та 9 парних. Найвищою сходинкою в світому рейтинзі тенісистів, яку він посідав, було четверте місце. Загальна сума зароблених призових коштів склала 2 632 538 американських доларів. Остання гра в одиночному розряді була в його кар'єрі 1989 року в Індіан-Веллс, в парному — того ж року в Роттердамі.
З липня 1990 року, у віці 26 років він залишив професійну кар’єру через травму спини, що турбувала його вже рік.

## Фінали основних турнірів

### Фінали турнірів Великого шолома

#### Одиночний розряд: 2 (0–2)
| Результат | Рік  | Турнір                                 | Покриття | Суперник   | Рахунок       |
| --------- | ---- | -------------------------------------- | -------- | ---------- | ------------- |
| Поразка   | 1986 | Відкритий чемпіонат США з тенісу       | Тверде   | Іван Лендл | 4–6, 2–6, 0–6 |
| Поразка   | 1989 | Відкритий чемпіонат Австралії з тенісу | Тверде   | Іван Лендл | 2–6, 2–6, 2–6 |

### Завершальні чемпіонати сезону WCT

#### Одиночний розряд: 1 (1–0)
| Результат | Рік  | Турнір | Покриття  | Суперник      | Рахунок            |
| --------- | ---- | ------ | --------- | ------------- | ------------------ |
| Перемога  | 1987 | Даллас | Килим (i) | Джон Макінрой | 6–0, 3–6, 6–2, 6–2 |

### Фінали Олімпіад

#### Одиночний розряд: 1 (1 золота)
| Результат | Рік  | Турнір | Покриття | Суперник   | Рахунок            |
| --------- | ---- | ------ | -------- | ---------- | ------------------ |
| Золото    | 1988 | Сеул   | Тверде   | Тім Майотт | 3–6, 6–2, 6–4, 6–2 |

## Фінали турнірів ATP за кар'єру

### Одиночний розряд: 24 (11–13)
| Легенда                                  |
| ---------------------------------------- |
| Великий Шлем (0–2)                       |
| Чемпіонати закінчення сезону – WCT (1–0) |
| Гран-прі (9–11)                          |

| Результат | В-П   | Дата     | Турнір                                           | Покриття  | Суперник               | Рахунок                 |
| --------- | ----- | -------- | ------------------------------------------------ | --------- | ---------------------- | ----------------------- |
| Поразка   | 0–1   | Гру 1983 | Аделаїда, Австралія                              | Трава     | Майк Бауер             | 6–3, 4–6, 1–6           |
| Поразка   | 0–2   | Вер 1984 | Палермо, Італія                                  | Ґрунт     | Франческо Канчелотті   | 0–6, 3–6                |
| Поразка   | 0–3   | Жов 1984 | Кельн, Західна Німеччина                         | Килим (i) | Йоакім Нюстром         | 6–7, 2–6                |
| Поразка   | 0–4   | Січ 1985 | Філадельфія, США                                 | Килим (i) | Джон Макінрой          | 3–6, 6–7(5–7), 1–6      |
| Перемога  | 1–4   | Бер 1985 | Роттердам, Нідерланди                            | Килим (i) | Якоб Гласек            | 6–1, 6–2                |
| Перемога  | 2–4   | Кві 1985 | Гамбург, Західна Німеччина                       | Ґрунт     | Генрік Сундстрем       | 6–4, 6–1, 6–4           |
| Поразка   | 2–5   | Тра 1985 | Рим, Італія                                      | Ґрунт     | Яннік Ноа              | 3–6, 6–3, 2–6, 6–7(4–7) |
| Перемога  | 3–5   | Кві 1986 | Кіцбюель, Австрія                                | Ґрунт     | Андрес Гомес           | 6–4, 4–6, 6–1, 2–6, 6–3 |
| Поразка   | 3–6   | Сер 1986 | Відкритий чемпіонат США з тенісу, Нью-Йорк       | Тверде    | Іван Лендл             | 4–6, 2–6, 0–6           |
| Поразка   | 3–7   | Вер 1986 | Гамбург, Західна Німеччина                       | Ґрунт     | Анрі Леконт            | 2–6, 7–5, 4–6, 2–6      |
| Перемога  | 4–7   | Січ 1987 | Окленд, Нова Зеландія                            | Тверде    | Міхіл Схаперс          | 6–2, 6–3, 6–4           |
| Перемога  | 5–7   | Січ 1987 | Сідней, Австралія                                | Трава     | Пітер Дуен             | 6–2, 6–4                |
| Перемога  | 6–7   | Лют 1987 | Відкритий чемпіонат Маямі з тенісу, США          | Тверде    | Іван Лендл             | 7–5, 6–2, 7–5           |
| Поразка   | 6–8   | Бер 1987 | Мілан, Італія                                    | Килим (i) | Борис Бекер            | 4–6, 3–6                |
| Перемога  | 7–8   | Кві 1987 | WCT Finals, Даллас                               | Килим (i) | Джон Макінрой          | 6–0, 3–6, 6–2, 6–2      |
| Поразка   | 7–9   | Кві 1987 | Гамбург, Західна Німеччина                       | Ґрунт     | Іван Лендл             | 1–6, 3–6, 3–6           |
| Перемога  | 8–9   | Лип 1987 | Штутгарт, Західна Німеччина                      | Ґрунт     | Ян Гуннарссон          | 6–0, 6–2                |
| Перемога  | 9–9   | Лип 1987 | Гілверсум, Нідерланди                            | Ґрунт     | Гільєрмо Перес Рольдан | 6–4, 1–6, 6–3, 6–2      |
| Поразка   | 9–10  | Сер 1987 | Кіцбюель, Австрія                                | Ґрунт     | Еміліо Санчес Вікаріо  | 4–6, 1–6, 6–4, 1–6      |
| Поразка   | 9–11  | Лют 1988 | Роттердам, Нідерланди                            | Килим (i) | Стефан Едберг          | 6–7(5–7), 2–6           |
| Поразка   | 9–12  | Бер 1988 | Орландо, США                                     | Тверде    | Андрій Чесноков        | 6–7(6–8), 1–6           |
| Перемога  | 10–12 | Вер 1988 | Теніс на літніх Олімпійських іграх 1988, Сеул    | Тверде    | Тім Майотт             | 3–6, 6–2, 6–4, 6–2      |
| Поразка   | 10–13 | Січ 1989 | Відкритий чемпіонат Австралії з тенісу, Мельбурн | Тверде    | Іван Лендл             | 2–6, 2–6, 2–6           |
| Перемога  | 11–13 | Бер 1989 | Індіан-Веллс, США                                | Тверде    | Яннік Ноа              | 3–6, 2–6, 6–1, 6–2, 6–3 |

### Парний розряд: 12 (9–3)
| Легенда                                  |
| ---------------------------------------- |
| Великий Шлем (0–0)                       |
| Чемпіонати закінчення сезону – ATP (1–0) |
| Гран-прі (8–3)                           |

| Результат | Ранг | Дата             | Турнір                  | Покриття   | Партнер       | Суперники                           | Рахунок                 |
| --------- | ---- | ---------------- | ----------------------- | ---------- | ------------- | ----------------------------------- | ----------------------- |
| Перемога  | 1.   | 28 липня 1986    | Гілверсум, Нідерланди   | Ґрунт      | Томаш Шмід    | Том Нейссен Йоган Векеманс          | 6–4, 6–2                |
| Перемога  | 2.   | 6 жовтня 1986    | Тулуза, Франція         | Тверде (i) | Томаш Шмід    | Якоб Гласек Павел Сложил            | 6–2, 3–6, 6–4           |
| Перемога  | 3.   | 27 квітня 1987   | Гамбург, Німеччина      | Ґрунт      | Томаш Шмід    | Клаудіо Медзадрі Джим П'ю           | 4–6, 7–6, 6–2           |
| Поразка   | 1.   | 11 травня 1987   | Рим, Італія             | Ґрунт      | Томаш Шмід    | Гі Форже Яннік Ноа                  | 2–6, 7–6, 3–6           |
| Перемога  | 4.   | 27 липня 1987    | Гілверсум, Нідерланди   | Ґрунт      | Войцех Фібак  | Том Нейссен Йоган Векеманс          | 7–6, 5–7, 6–2           |
| Поразка   | 2.   | 3 серпня 1987    | Кіцбюель, Австрія       | Ґрунт      | Томаш Шмід    | Серхіо Касаль Еміліо Санчес Вікаріо | 6–7, 6–7                |
| Перемога  | 5.   | 10 серпня 1987   | Прага, Чехословаччина   | Ґрунт      | Томаш Шмід    | Станіслав Бірнер Ярослав Навратіл   | 6–3, 6–7, 6–3           |
| Перемога  | 6.   | 21 вересня 1987  | Барселона, Іспанія      | Ґрунт      | Томаш Шмід    | Хав'єр Франа Крістіан Мініуссі      | 6–1, 6–2                |
| Перемога  | 7.   | 9 листопада 1987 | Вемблі, Велика Британія | Килим (i)  | Томаш Шмід    | Кен Флек Роберт Сегусо              | 7–5, 6–4                |
| Перемога  | 8.   | 7 грудня 1987    | Фінал ATP, Нью-Йорк     | Килим (i)  | Томаш Шмід    | Кен Флек Роберт Сегусо              | 6–4, 7–5, 6–7(5–7), 6–3 |
| Поразка   | 3.   | 15 лютого 1988   | Мілан, Італія           | Килим (i)  | Томаш Шмід    | Борис Бекер Ерік Єлен               | 3–6, 3–6                |
| Перемога  | 9.   | 6 лютого 1989    | Роттердам, Нідерланди   | Килим (i)  | Мілан Шрейбер | Ян Гуннарссон Магнус Густафссон     | 7–6, 6–0                |

## Графік результатів в одиночному розряді
| W | Ф | ПФ | ЧФ | #Р | КТ | К# | DNQ | A | NH |

### Турніри Великого шолома
| Турнір                                 | 1983  | 1984  | 1985  | 1986  | 1987  | 1988  | 1989  | 1990  | SR за кар'єру | Виграшів-поразок за кар'єру |
| -------------------------------------- | ----- | ----- | ----- | ----- | ----- | ----- | ----- | ----- | ------------- | --------------------------- |
| Відкритий чемпіонат Австралії з тенісу | 1р    | 2р    |       | NH    | ЧФ    |       | Ф     | 4р    | 0 / 5         | 12–5                        |
| Відкритий чемпіонат Франції з тенісу   |       | 1р    | 3р    | 2р    | ПФ    |       | 1р    | 1р    | 0 / 6         | 8–6                         |
| Вімблдонський турнір                   |       | 2р    | 1р    | ЧФ    | 3р    | ПФ    | 3р    | 2р    | 0 / 7         | 15–7                        |
| Відкритий чемпіонат США з тенісу       |       |       | 2р    | Ф     | ЧФ    | 3р    | 3р    |       | 0 / 5         | 15–5                        |
| Великий шлем В-П                       | 0–1   | 2–3   | 3–3   | 11–3  | 14–4  | 7–2   | 10–4  | 4–3   | N/A           | 50–23                       |
| Великий Шлем SR                        | 0 / 1 | 0 / 3 | 0 / 3 | 0 / 3 | 0 / 4 | 0 / 2 | 0 / 4 | 0 / 3 | 0 / 23        | N/A                         |
| Рейтинг на кінець року                 | 101   | 50    | 9     | 9     | 6     | 13    | 18    | 116   | N/A           | N/A                         |

### Турніри Гран-прі
| Турнір                             | 1983  | 1984  | 1985  | 1986  | 1987  | 1988  | 1989  | 1990  | SR за кар'єру |
| ---------------------------------- | ----- | ----- | ----- | ----- | ----- | ----- | ----- | ----- | ------------- |
| Індіан-Веллс                       |       |       |       |       | ЧФ    | ЧФ    | П     | 1р    | 1 / 4         |
| Відкритий чемпіонат Маямі з тенісу | NH    | NH    | 2р    |       | П     | ПФ    | 2р    |       | 1 / 4         |
| Монте-Карло                        |       |       |       | 3р    |       |       |       |       | 0 / 1         |
| Рим                                |       | 1р    | Ф     | 3р    | 1р    |       | 1р    |       | 0 / 5         |
| Гамбург                            |       |       | П     | Ф     | Ф     |       |       |       | 1 / 3         |
| Мастерс Канада                     |       |       |       |       |       |       | 1р    |       | 0 / 1         |
| Мастерс Цинциннаті                 |       |       |       |       |       | 1р    |       |       | 0 / 1         |
| Париж                              |       |       |       | 1р    | 2р    | 2р    | 2р    |       | 0 / 4         |
| Фінал ATP                          |       |       |       |       | RR    |       |       |       | 0 / 1         |
| Grand Prix SR                      | 0 / 0 | 0 / 1 | 1 / 3 | 0 / 4 | 1 / 5 | 0 / 4 | 1 / 5 | 0 / 1 | 3 / 23        |

## Зустрічі з гравцями першої 10-ки
Результати Мечиржа в матчах проти гравців першої 10-ки в рейтингу ATP. Чинних гравців позначено жирним.
| Гравець                  | Роки      | Матчів | В-П   | % виграшів | Корт з твердим покриттям | Ґрунтовий корт | Трава        | Килим          |
| ------------------------ | --------- | ------ | ----- | ---------- | ------------------------ | -------------- | ------------ | -------------- |
| 1-ші в рейтингу          |           |        |       |            |                          |                |              |                |
| Андре Агассі             | 1988      | 1      | 1–0   | 100%       | 1–0                      | 0–0            | 0–0          | 0–0            |
| Іліє Настасе             | 1984      | 1      | 1–0   | 100%       | 1–0                      | 0–0            | 0–0          | 0–0            |
| Піт Сампрас              | 1989      | 1      | 1–0   | 100%       | 1–0                      | 0–0            | 0–0          | 0–0            |
| Матс Віландер            | 1985–1988 | 11     | 7–4   | 64%        | 1–1                      | 2–2            | 1–0          | 3–1            |
| Джиммі Коннорс           | 1985–1989 | 4      | 2–2   | 50%        | 1–1                      | 0–1            | 0–0          | 1–0            |
| Джон Макінрой            | 1985–1989 | 5      | 2–3   | 40%        | 0–0                      | 1–0            | 1–3          | 0–0            |
| Стефан Едберг            | 1983–1990 | 15     | 5–10  | 33%        | 3–1                      | 0–2            | 2–3          | 0–4            |
| Томас Мустер             | 1986–1988 | 3      | 1–2   | 33%        | 0–0                      | 1–2            | 0–0          | 0–0            |
| Борис Бекер              | 1985–1990 | 9      | 2–7   | 22%        | 1–2                      | 0–1            | 0–1          | 1–3            |
| Іван Лендл               | 1986–1989 | 6      | 1–5   | 17%        | 1–2                      | 0–2            | 0–0          | 0–1            |
| 2-гі в рейтингу          |           |        |       |            |                          |                |              |                |
| Майкл Чанг               | 1989      | 1      | 1–0   | 100%       | 1–0                      | 0–0            | 0–0          | 0–0            |
| Горан Іванишевич         | 1989      | 1      | 1–0   | 100%       | 1–0                      | 0–0            | 0–0          | 0–0            |
| Петр Корда               | 1988      | 1      | 1–0   | 100%       | 0–0                      | 1–0            | 0–0          | 0–0            |
| Мануель Орантес          | 1983      | 1      | 1–0   | 100%       | 0–0                      | 1–0            | 0–0          | 0–0            |
| Міхаель Штіх             | 1990      | 1      | 0–1   | 0%         | 0–0                      | 0–0            | 0–1          | 0–0            |
| 3-ті в рейтингу          |           |        |       |            |                          |                |              |                |
| Яннік Ноа                | 1985–1989 | 3      | 2–1   | 67%        | 2–0                      | 0–1            | 0–0          | 0–0            |
| Вітас Ґерулайтіс         | 1984      | 1      | 0–1   | 0%         | 0–0                      | 0–0            | 0–0          | 0–1            |
| 4-ті в рейтингу          |           |        |       |            |                          |                |              |                |
| Гі Форже                 | 1986–1988 | 4      | 4–0   | 100%       | 2–0                      | 0–0            | 0–0          | 2–0            |
| Андрес Гомес             | 1986–1987 | 2      | 2–0   | 100%       | 0–0                      | 1–0            | 0–0          | 1–0            |
| Бред Гілберт             | 1984–1988 | 3      | 2–1   | 67%        | 0–0                      | 1–0            | 1–0          | 0–1            |
| Пет Кеш                  | 1987      | 2      | 1–1   | 50%        | 0–0                      | 1–0            | 0–0          | 0–1            |
| Хосе Луїс Клерк          | 1985      | 1      | 0–1   | 0%         | 0–0                      | 0–1            | 0–0          | 0–0            |
| 5-ті в рейтингу          |           |        |       |            |                          |                |              |                |
| Джиммі Аріес             | 1987      | 1      | 1–0   | 100%       | 1–0                      | 0–0            | 0–0          | 0–0            |
| Андерс Яррід             | 1983–1987 | 9      | 4–5   | 44%        | 0–0                      | 2–3            | 0–2          | 2–0            |
| Кевін Каррен             | 1987      | 1      | 0–1   | 0%         | 0–0                      | 0–0            | 0–0          | 0–1            |
| Анрі Леконт              | 1986      | 2      | 0–2   | 0%         | 0–0                      | 0–2            | 0–0          | 0–0            |
| 6-ті в рейтингу          |           |        |       |            |                          |                |              |                |
| Генрік Сундстрем         | 1984–1985 | 2      | 2–0   | 100%       | 0–0                      | 2–0            | 0–0          | 0–0            |
| Кент Карлссон (тенісист) | 1984–1987 | 6      | 4–2   | 67%        | 1–0                      | 3–2            | 0–0          | 0–0            |
| 7-мі в рейтингу          |           |        |       |            |                          |                |              |                |
| Джей Бергер              | 1988      | 1      | 1–0   | 100%       | 1–0                      | 0–0            | 0–0          | 0–0            |
| Йохан Крік               | 1987      | 1      | 1–0   | 100%       | 0–0                      | 0–0            | 0–0          | 1–0            |
| Тім Майотт               | 1988      | 1      | 1–0   | 100%       | 1–0                      | 0–0            | 0–0          | 0–0            |
| Якоб Гласек              | 1985–1987 | 5      | 4–1   | 80%        | 1–0                      | 1–0            | 0–0          | 2–1            |
| Йоакім Нюстром           | 1984–1986 | 6      | 4–2   | 67%        | 1–2                      | 1–0            | 0–0          | 2–0            |
| Еміліо Санчес Вікаріо    | 1986–1990 | 6      | 3–3   | 50%        | 0–2                      | 0–1            | 0–0          | 3–0            |
| Хуан Агілера             | 1984–1989 | 3      | 0–3   | 0%         | 0–0                      | 0–3            | 0–0          | 0–0            |
| Сенді Меєр               | 1984      | 1      | 0–1   | 0%         | 0–1                      | 0–0            | 0–0          | 0–0            |
| Браян Тічер              | 1984      | 1      | 0–1   | 0%         | 0–0                      | 0–0            | 0–1          | 0–0            |
| 8-мі в рейтингу          |           |        |       |            |                          |                |              |                |
| Карел Новачек            | 1986–1987 | 3      | 3–0   | 100%       | 1–0                      | 2–0            | 0–0          | 0–0            |
| 9-ті в рейтингу          |           |        |       |            |                          |                |              |                |
| Білл Скенлон             | 1986–1987 | 2      | 2–0   | 100%       | 1–0                      | 0–0            | 1–0          | 0–0            |
| Андрій Чесноков          | 1983–1988 | 2      | 1–1   | 50%        | 0–1                      | 1–0            | 0–0          | 0–0            |
| 10-ті в рейтингу         |           |        |       |            |                          |                |              |                |
| Мікаель Пернфорс         | 1986–1987 | 3      | 3–0   | 100%       | 1–0                      | 2–0            | 0–0          | 0–0            |
| Юнас Свенссон            | 1986–1988 | 6      | 4–2   | 67%        | 0–0                      | 1–1            | 0–0          | 3–1            |
| Мартін Хайте             | 1983–1987 | 5      | 3–2   | 60%        | 0–0                      | 3–2            | 0–0          | 0–0            |
| Тьєррі Тюлан             | 1985–1989 | 4      | 2–2   | 50%        | 0–0                      | 1–2            | 0–0          | 1–0            |
| Войцех Фібак             | 1986      | 1      | 0–1   | 0%         | 0–0                      | 0–0            | 0–0          | 0–1            |
| Всього                   | 1983–1990 | 149    | 81–68 | 54.36%     | 25–13 (65.79%)           | 28–28 (50%)    | 5–8 (38.46%) | 23–19 (54.76%) |